# Ferndale (Pensilvânia)
Ferndale é um distrito localizado no estado norte-americano de Pensilvânia, no Condado de Cambria.

## Demografia
Segundo o censo norte-americano de 2000, a sua população era de 1834 habitantes.
Em 2006, foi estimada uma população de 1702, um decréscimo de 132 (-7.2%).

## Geografia
De acordo com o United States Census Bureau, tem uma área de 1,0 km², dos quais 0,9 km² cobertos por terra e 0,1 km² cobertos por água.

## Localidades na vizinhança
O diagrama seguinte representa as localidades num raio de 4 km ao redor de Ferndale.